# 辛巴达航行七海
《辛巴达航行七海》（英語：Sinbad of the Seven Seas）是一部摄制于1989年的奇幻电影，由Enzo G. Castellari执导，改编自由路易吉·柯齊所创作的故事。电影以一位母亲向女儿讲述睡前故事的形式展开情节，而故事情节主要围绕辛巴达的冒险展开。剧中的肌肉男辛巴达必须重新集齐5颗散落到世界各地的魔法宝石以使巴斯拉城从巫师Jafar的魔咒中解脱出来。寻找宝石的海上冒险之旅将船员们带往一个个神秘的小岛，辛巴达和伙伴们必须战胜许多魔怪才能最终拯救世界。随行的阿里王子也希望拯救巴斯拉城以及被捉走的心上人阿丽娜公主。

## 演员
- 路·法瑞諾 - 辛巴达
- 约翰·斯坦勒 - 巫师Jaffar
- Roland Wybenga - 阿里王子
- 亚历桑德拉·马提尼斯 - 阿丽娜公主
- Stefania Girolami Goodwin - Kira
- 山内春彦(ハル・ヤマノウチ,Haruhiko Yamanouchi) - 中国武术家船员Cantu
- Cork Hubbert（英语：Cork Hubbert） - Poochie
- Yehuda Efroni - 秃头厨师
- Ennio Girolami（英语：Ennio Girolami） - 维京人
- Teagan Clive（英语：Teagan Clive） - Soukra (as Teagan)
- Leo Gullotta（英语：Leo Gullotta） - Nadir
- Donald Hodson - 老国王
- Melonee Rodgers - Farida公主
- Romano Puppo - Captain Machine
- Armando MacRory - Town Crier
- Ted Rusoff（英语：Ted Rusoff） - 酷刑室监狱长
- Attilio Cesare Lo Pinto - 丧尸头领 (as Attilio Lo Pinto)
- Giada Cozzi - 简
- Daria Nicolodi（英语：Daria Nicolodi） - 故事讲述者

## 制作
电影据称是根据爱伦·坡的故事"The Thousand and Second Tale of Scheherazade"改编而来的，虽然两者在情节和故事上毫无相似点。电影从The Thief of Bagdad中借鉴了一些元素。影片有着庞大的意大利制作团队。像多数意大利电影一样，影片在现场拍摄时并不使用音效设备，所有的对话和音效都是在后期通过配音加入的。Luigi Cozzi本来是打算去执导这部影片的，但在紧要关头(at the last minute)，Enzo G. Castellari和制片人们又临时找人替带了他的工作。Castellari大大地变更了Cozzi的剧本，并调整了数百万的预算经费，同时游说制作人，希望拍摄一部3小时时长的非发售影片。但这个主意被制作人无视掉了。1989年，Cozzi又被重新雇佣以修缮影片，制作人也花费了额外的50万美元经费使影片最终完成。

## Legacy
部分观众批评其低成本制作、过分地做作、情节不够合理、特效很烂以及笑点太低，遂将其归类为受众面过小的烂片。情节不严谨是同时代许多奇幻电影的通病，而特效烂则与低制作成本有关系。Lou Ferrigno则在一次采访中说本片是由自己制作的最喜爱的电影之一。
本片曾列入史上百大最值得一看的烂片被金酸梅奖建立者約翰·J·B·威爾遜收入其著作"The Official Razzie Movie Guide"中。